# Brigitte Moser-Weithmann
Brigitte Moser-Weithmann (geb. als Brigitte Moser; * 1946 in München) ist eine deutsche Orientalistin und Trainerin zu Interkultureller Kommunikation.

## Leben
Moser-Weithmann studierte Orientalistik an den Universitäten München und Istanbul und wurde 1980 an der Fakultät für Altertumskunde und Kulturwissenschaft der Ludwig-Maximilians-Universität München mit der Dissertation Die Chronik des Ahmed Sinân Čelebi genannt Bihišti. Eine Quelle zur Geschichte des osmanischen Reiches unter Sultan Bâyezid II. zum Dr. phil. promoviert. Sie war eine Schülerin von Hans Joachim Kißling und besorgte ab 1986 die posthume Herausgabe der dreiteiligen Aufsatzsammlung Dissertationes Orientales et Balcanicae collectae von Kißling. Im Rahmen des Forschungsverbundes FORAREA (jetzt Kompetenznetzwerk für interkulturelle Kommunikation e.V.) hatte sie Forschungsaufenthalte in Teheran und Tunesien.
Von 1987 bis 2003 hatte sie einen Lehrauftrag für Türkisch am Zentrum für Schlüsselqualifikationen der Universität Passau inne. Ab 2006 lehrte sie Türkisch und Arabisch am Sprachenzentrum der Universität München. Außerdem war sie Dozentin für die „Geschichte und Kultur der Arabischen Länder“ an der Munich Business School. Sie war dort unter anderem 2008 im Studienprogramm „Asian-Pacific Business Studies“ und 2009 im Studienprogramm „Arabian and Middle Eastern Business Studies“ tätig.
Als Inhaberin der Firma Orient Competence in Passau bot sie für Unternehmen und Einzelpersonen ab 2003 Beratung, Coaching und Trainings zur interkulturellen Kommunikation für den arabischen und türkischen Kulturkreis und den Iran an. Sie ist auch als Referentin zu diesem Thema tätig.
Ehrenamtlich engagiert sie sich für Soroptimist International, durch Mitarbeit im Vorstand und Vorträge.
Verheiratet ist sie mit dem Bibliothekar Michael W. Weithmann.

## Schriften (Auswahl)
- Die Chronik des Ahmed Sinan Čelebi genannt Bihišti: eine Quelle zur Geschichte des osmanischen Reiches unter Sultan Bâyezid II (= Beiträge zur Kenntnis Südosteuropas und des Nahen Orients. Nr. 35). Trofenik, München 1980, ISBN 978-3-87828-136-8 (Zugleich Dissertation, Universität München).
- Türkische Grammatik. Buske, Hamburg 2001, ISBN 3-87548-241-7.
- mit Michael Weithmann: Die Türkei. Nation zwischen Europa und dem Nahen Osten. Pustet, Regensburg 2002, ISBN 3-7917-1788-X.
- mit Michael Weithmann: Landeskunde Türkei. Geschichte, Gesellschaft und Kultur. Buske, Hamburg 2008, ISBN 978-3-87548-491-5.
- Geschäftserfolg in der Türkei. Erfolgreiche Kommunikation mit türkischen Geschäftspartner. Orell Füssli, Zürich 2008, ISBN 978-3-280-05270-9.
- mit Michael Weithmann: Kleine Geschichte Istanbuls. Pustet, Regensburg 2010, ISBN 978-3-7917-2248-1.
- mit Nevra Ünver-Lischewski: Langenscheidt, Türkisch in 30 Tagen [Medienkombination]. Der kompakte Sprachkurs – leicht, schnell, individuell. Buch mit 2 Audio-CDs. Führt zu A2. Langenscheidt, Berlin u. a. 2011, ISBN 978-3-468-28073-3.
- Grammatikübungsbuch Türkisch. Buske, Hamburg 2012, ISBN 978-3-87548-581-3.
- Grundlagen zur Erlangung interkultureller Kompetenz für den türkischen Kulturraum. In: Reiner Arntz, Michael Gehler, Mehmet Tahir Öncü (Hrsg.): Die Türkei, der deutsche Sprachraum und Europa: Multidisziplinäre Annäherungen und Zugänge (= Historische Forschungen. Veröffentlichungen). Nr. 10. Böhlau, Wien Köln Weimar 2014, ISBN 978-3-205-79469-1, S. 183–202.